# Чаби Чекер
Ернест Еванс (енгл. Ernest Evans; 3. октобар 1941), познатији под уметничким именом Чаби Чекер (енгл. Chubby Checker), амерички је рокенрол певач. Један је од оснивача плеса твист. Најпознатије песме су му The Twist и Let's Twist Again.

## Каријера

### Почеци и слава 1960-их
Ернест Еванс рођен је у Спринг Галију у Јужној Каролини, али је одрастао у Јужној Филаделфији где је живео са родитељима. У средњој школи је научио свирати клавир, а показивао је и добре вокалне способности. У школи је имао и наступе на којима је имитирао познате музичар као што су Џери Ли Луис, Фетс Домино и Елвис Пресли. Након школе почео је радити као забављач купаца. У јуну 1959. године снимио је песму The Twist која је на почетку издата на Б-страни. Поред тога, песма је постала хит 1960. године и била на првим местима топ листа. The Twist је постао једно од обележја истоименог плеса који се развио у то време. Године 1961. изашла је песма Pony Time која је постала други #1 сингл. Недуго затим је изашла и песма Let's Twist Again за коју је Чекер добио Греми награду за најбољи рокенрол соло наступ.

### Каснији период
Годинама касније, Чекер се појављивао на концертним турнејама где је одржавао стару славу стечену још почетком каријере. Гостовао је у многобројним емисијама као нпр. Saturday Night Live на NBC телевизији. 2008. године поново се појавио на музичкој сцени са још једним #1 хитом Knock Down the Walls.